# Костёл Гиацинта
Костёл Гиаци́нта (Рыцарский дом) — каменное здание в Выборге на улице Водной Заставы, одно из самых древних каменных жилых зданий города.

## История

### Купеческий дом
Временем строительства раннего объема здания прямоугольной формы из гранитных валунов и кирпича считается конец XVI — начало XVII вв. Самая старая часть нынешнего здания была построена до перепланировки города, проведённой в середине XVII века согласно плану инженера А. Торстенсона, поэтому находится под углом к красной линии улицы. Первоначальный облик здания представлял своеобразный региональный вариант, характерный для жилых домов ганзейских городов, сложившегося еще в период Позднего средневековья. К 1650-м гг. относятся первые сведения о владельце здания: им был Арвид Форстадиус, магистр теологии и лектор выборгской гимназии. В 1679 г. Форстадиус стал настоятелем лютеранского прихода выборгского кафедрального собора и оставался им до своей смерти в 1683 г. После Форстадиуса арендатором здания был ратман купец Якоб Бойсман. Затем, с 1705 г. владельцем снова становится духовное лицо — пробст (протоиерей) Эрнст Гестриниус.

### Дом Яниша, Рыцарский дом
В XVIII в. дом оказался в частном владении Петера Георга Яниша, входившего во второй половине XVIII в. в число наиболее зажиточных купцов Выборга. В 1760-х гг. к старому зданию было пристроено пятиугольное в плане восточное каменное крыло (без подвала, но одной высоты с прежним домом), в результате чего здание, подведённое к границе квартала, приобрело Г-образную форму. После конфликта с комендантом города П. Яниш был посажен в тюрьму с конфискацией имущества. По всей видимости, причиной таких решительных действий властей стало строительство на самовольно захваченном участке бывшего губернаторского дома. 
Освободившееся здание было отдано Выборгскому дворянскому собранию, образованному в соответствии с Жалованной грамотой императрицы Екатерины II, наряду с другими общероссийскими губернскими, городскими и судебными учреждениями, введёнными на основании «Учреждений для управления губерний» и Городового положения. Большинство членов собрания составляли представители немецких и шведских родов. На шведский манер выборгское дворянское собрание, разместившееся в 1794 г. в бывшем доме Яниша, стало называться Рыцарским домом. Для заседаний использовалась лишь часть дома — просторный зал на втором этаже, так как губернское дворянское общество собиралось только «для вверенных дворянству выборов, так и выслушивания предложений генерал-губернатора или губернатора, всякие три года в зимнее время». Иногда в здании устраивались балы и маскарады. Часть дома (первый этаж) и постройки двора, вероятно, оставались в собственности Яниша. Дворянское собрание располагалось в здании до октября 1799 г. При Павле I было упразднено Выборгское наместничество, и в Финляндской губернии были частично восстановлены старые учреждения. Центром проведения официальных мероприятий стало возведённое в 1797 году здание городского общества, к которому позднее был пристроен дом собраний. Потребность в отдельных зданиях общественного назначения уменьшилась, в то же время возникла необходимость в организации в городе прихода для нужд военнослужащих католического вероисповедания.

### Приход Св. Гиацинта
По указу от 11 марта 1799 года братьям Мальтийского ордена, покровителем которого стал император Павел I, было предписано принять на себя окормление прихода Св. Гиацинта в Выборге. По ходатайству военного губернатора Санкт-Петербургской и Выборгской губерний М. И. Кутузова от 10 ноября 1801 г. «…был куплен один каменный и один деревянный дом у здешнего купца Яниша … за 8000 рублей». Каменный дом Яниша, где до этого размещался Рыцарский дом, был передан образованному римско-католическому приходу, и с 1802 года в нём располагалась часовня Святого Гиацинта. В Шведской Финляндии католическая церковь длительное время была запрещена, поэтому после установления российской власти в 1809 году на всей территории Финляндии и образования Великого княжества Финляндского в ведении священников выборгского прихода оказались все католики Финляндии. Зал собраний и балов на втором этаже превратился в молельный; первый этаж заняло жильё для органиста и церковной прислуги, а к лестнице была пристроена крошечная колокольня. Квартиру священника разместили в пристройке (до 1860 года в Выборге служили священники доминиканского ордена из Литвы).
Часовня в 1856 году получила статус приходской римско-католической церкви. В период с 1915 по 1930 год здание полностью реконструировали, в результате чего оно приобрело вид типичного костёла. Перестройка включала разборку перекрытий над первым этажом, снижение уровня пола на полтора метра, устройство притвора вместо наружной лестницы, хоров вместо разобранных стен, апсиды в северной стене. Маленькая колокольня была надстроена над крышей, а сбоку пристроена ризница. Широкие прямоугольные окна переделали в узкие арочные. А в жилой пристройке устроили отдельный вход и лестницу на второй этаж. В 1943 году о. Робер де Калюве расписал северную стену и апсиду храма, но роспись утрачена за исключением небольшого фрагмента в северо-восточном углу — в ней отразились как византийские черты, так и определенное влияние модерна.
После утраты Финляндией части территорий в результате поражения в Советско-финских войнах (1939—1944) приход прекратил своё существование.

### Послевоенный период
В послевоенное время, до 1968 года, в здании располагался мебельный склад.
В 1970—1975 годах по проекту архитектора М. А. Дементьевой (совместно с архитектором-реставратором Ирэн Хаустовой) была проведена реставрация здания, ориентированная на возвращение внешнего вида Рыцарского дома (дворянского собрания) и устранение позднейших перестроек в культовое сооружение. В реставрированном облике возрождены некоторые детали интерьеров XVII—XVIII вв.: черепичная крыша, большой зал с камином, балки на потолке, лестница с резными деталями. По мнению исследователей, памятник корректнее называть не по последнему использованию здания, а «Жилым домом XVI—XVIII вв.», так как наиболее длительное время в нём жили богатые купцы.
Со стороны улицы Водной Заставы костёл святого Гиацинта украшает декоративный кованый забор, который окружал ранее Старый кафедральный собор города. Этот декоративный забор любили изображать художники XX века.
После реставрации в доме разместилась основанная в 1969 году Детская художественная школа, которая стараниями её директора Л. И. Бондарика в 2005 году переехала в здание Музея изящных искусств и Художественной школы на бастионе Панцерлакс.
В 2000-х гг. в дни кинофестиваля «Окно в Европу» здесь несколько раз работал штаб фестиваля. С 2016 года находится в ведении Выборгского объединённого музея-заповедника (Выборгский замок). В настоящее время в здании, которое снова именуется «Рыцарским домом», размещаются экспозиция «Костёл Святого Гиацинта. Забытая история», интерактивные выставки «Рыцарский зал» и «Камера пыток» в старом подвальном помещении.
В 1995 году здание получило статус объекта культурного наследия РФ федерального значения. Кованая ограда старинного здания раньше принадлежала Старому кафедральному собору; перенесённая в ходе реставрации здания, она также состоит на учёте в реестре объектов культурного наследия.